# Pionieri
Pionieri (рус. «Пионери», с алб. — «Пионер») — ежемесячный литературно-художественный и общественно-политический журнал, издаваемый для пионеров и школьников в НСР Албании. Печатный орган албанской пионерской организации им. Энвера Ходжи, действовавшей под руководством Центрального Комитета Союза албанской рабочей молодежи. Основан в Тиране в 1945 году.
Большинство статей было посвящено национальным героям, спорту, учёбе в школе, помощи обществу. В каждом номере публиковались статьи о зарубежных странах, художественной литературе и поэзии в Албании.
Журнал, хотя и был политизированным, освещавшим вопросы пионерского движения в Албании, оказал влияние на научное и художественное формирование албанской молодежи.
Публиковал переводы из аналогичных зарубежных журналов, в том числе, журнала «Пионер» СССР.
Прекратил деятельность в 1991 году.